# Miconia chamissois
Miconia chamissois är en tvåhjärtbladig växtart som beskrevs av Charles Victor Naudin. Miconia chamissois ingår i släktet Miconia och familjen Melastomataceae. Inga underarter finns listade i Catalogue of Life.